# Susegana
Susegana là một đô thị ở tỉnh Treviso trong vùng Veneto, có cự ly khoảng 45 km về phía bắc của Venice và khoảng 20 km về phía bắc của Treviso. Tại thời điểm ngày 31 tháng 12 năm 2004, đô thị này có dân số 11.367 người và diện tích là 44 km².
Đô thị Susegana có các frazioni (các đơn vị trực thuộc, chủ yếu là các làng) Collalto, Colfosco, Crevada, và Ponte della Priula.
Susegana giáp các đô thị: Conegliano, Nervesa della Battaglia, Pieve di Soligo, Refrontolo, San Pietro di Feletto, Santa Lucia di Piave, Sernaglia della Battaglia, Spresiano.